# Microneura
Microneura là một chi chuồn chuồn ngô thuộc họ Protoneuridae. Nó gồm các loài:
- Microneura caligata